# Gefüllte Schweinebrust
Gefüllte Schweinebrust (auch gefüllte Schweinsbrust) ist eine Fleischroulade und wird ähnlich wie gefüllter Schweinebauch vorbereitet, jedoch aus einem breiter geschnittenen Schweinebauch samt der Brustspitze hergestellt.

## Zubereitung
Man entfernt die Schälrippe, die Schwarte sowie das dicke Fett, wo der Schweinebauch vom Schweinerücken getrennt ist, und das Fett, das sich unter dem Knorpel der Schälrippe befindet. Die Kanten des Fleischstücks werden getrimmt, um ein längliches Viereck zu erhalten. Die innere Schälrippenseite bestreicht man mit Bratwurstteig mit Pistazien und legt gepökelte, gekochte Schweinezungen dicht aneinander. Hierauf wird der Bauch zugenäht. Die Roulade wird nun in einen Kunstdarm gesteckt und dessen Enden zugebunden sowie die Roulade mit Bindfaden fest umwickelt. Die Roulade wird bei 80 bis 82 °C gekocht, dann aus dem Kessel gehoben, kurz in kaltem Wasser geschwenkt, mäßig gepresst, bis sie erkaltet, dann entfernt man den Bindfaden.
Andere Füllungen für gefüllte Schweinebrust sind laut den Leitsätzen für Fleisch und Fleischerzeugnisse vorwiegend Massen aus Weißbrot („Semmelknödelteig“) oder aus zerkleinertem, grob entsehntem Fleisch mit Weißbrot, Lyoner- oder Jagdwurstbrät.